# 尼崎市公営企業局

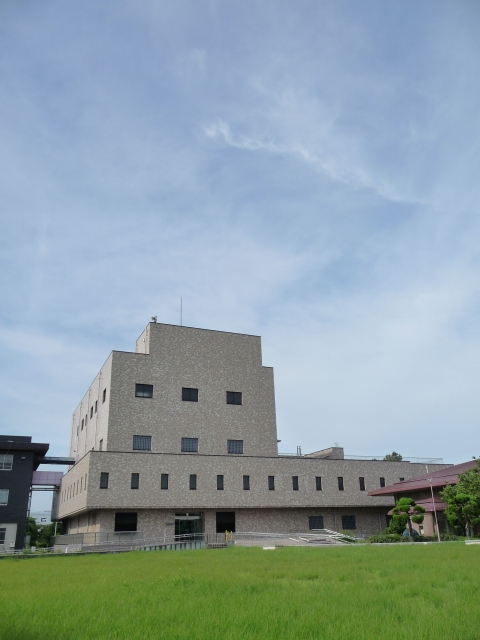
神崎浄水場の高度浄水処理棟

尼崎市公営企業局（あまがさきしこうえいきぎょうきょく、英称：Amagasaki City Public Enterprise Bureau）は、尼崎市域への上水道と工業用水の給水、及び下水道の管理運営、並びに尼崎競艇場の施行を伊丹市と行う地方公営企業。
市が保有する神崎浄水場からの配水に加えて阪神水道企業団と兵庫県営水道からの受水により、1日あたりの給水能力は329,673立方メートル（2011年度）
。
ボートレース事業部についての詳細は尼崎競艇場を参照。

## 沿革
旧尼崎市公営事業局の大まかな沿革は尼崎競艇場を参照。
- 1916年（大正5年） - 尼崎市市政制定。
- 1918年（大正7年）10月1日 - 水道事業の給水開始[2]。
- 1928年（昭和3年） - 柴島取水場が完成し、水源を淀川に変更。
- 1942年（昭和17年） - 阪神上水道市町村組合(現在の阪神水道企業団)からの受水を始める。
- 1946年（昭和21年） - 水道水の塩素滅菌の強化。
- 1957年（昭和32年）11月4日 - 工業用水道事業の給水開始。
- 1963年（昭和38年） - 現在の公営企業局上下水道庁舎が完成。
- 1966年（昭和41年） - 銀行等の口座振替で水道料金の支払いが可能に。
- 1968年（昭和43年） - 水道の使用開始・使用中止の申込みが電話で可能に。
- 1969年（昭和44年） - 中高層住宅での部屋ごとに建物の所有者等が設置した水道メーターの検針を始める。
- 1970年（昭和45年） - 尼崎市水道普及率100%達成。
  - 琵琶湖にカビ臭が発生。水道水の「不快な臭い」が問題になる。
- 1972年（昭和47年） - 水道料金と下水道使用料の同時支払いが可能に。
- 1973年（昭和48年） - 神崎浄水場にオゾン注入設備が完成(全国初)。
- 1975年（昭和50年） - 水質自動監視装置を設置。
- 1984年（昭和59年） - 中高層住宅で水道料金等の部屋ごとの徴収制度を始める。
- 1985年（昭和60年） - 神崎浄水場オゾン注入設備が近代水道百選に選ばれる。
  - 郵便局で水道料金等を自動的に振込で支払いが可能に。
- 1992年（平成4年） - 3階建て建物での直結給水を始める。
  - コンビニエンスストアで水道料金等の支払いが可能に。
- 1994年（平成6年） - 65歳以上の高齢者世帯への無料水道診断を始める。
  - 一定条件を満たす私道への配水管布設(水道管の整備)を始める。
- 1995年（平成7年） - 阪神・淡路大震災により水道施設に大きな被害を受け、市内全域の復旧までに約1か月を要する。
  - 水道メーター検針時に水道料金等のおおよその金額のお知らせが可能に。
- 1996年（平成8年） - ウォーターニュースあまがさき(水道広報紙)創刊。
- 1997年（平成9年） - 郵便局の窓口で水道料金等の支払いが可能に。
- 1998年（平成10年） - 神崎浄水場に、これまでのオゾン処理に活性炭処理を加えた高度浄水処理施設が完成。
  - 小規模受水槽(水道水を貯めておくことができる小さい水槽)の無料点検を始める。
- 1999年（平成11年） - 増圧給水(配水管内の水圧を利用しながら、さらに増圧ポンプで給水する)が可能に。
- 2000年（平成12年）7月 - 高度浄水処理水の給水開始[3] [4]。
- 2001年（平成13年） - 兵庫県営水道からの受水を始める。
  - インターネットで水道料金等の履歴照会、水道の使用開始・使用中止の申込みが可能に。
- 2003年（平成15年） - 電話受付センターを開設し、受付時間等を拡大。
  - 貯水槽(水道水を貯めておくことができる水槽)水道の無料水質検査を始める。
- 2005年（平成17年） - 口座振替で水道料金を支払う場合の割引制度を始める。
- 2009年（平成21年） - クレジットカードで水道料金等の支払いが可能に。
- 2010年（平成22年）4月 - 水道・工業用水道ビジョンあまがさき策定。
- 2011年（平成23年） - 阪神間水道事業体広報連携企画「KAHNA(カーナ)」を始める。
  - マッピングシステムの開発を始める。
  - 東日本大震災にかかる応急給水業務派遣。
  - アルミボトル缶に入った高度浄水処理水「尼のお水」をつくる。

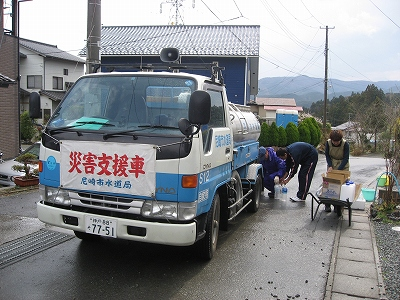
陸前高田市での応急給水業務

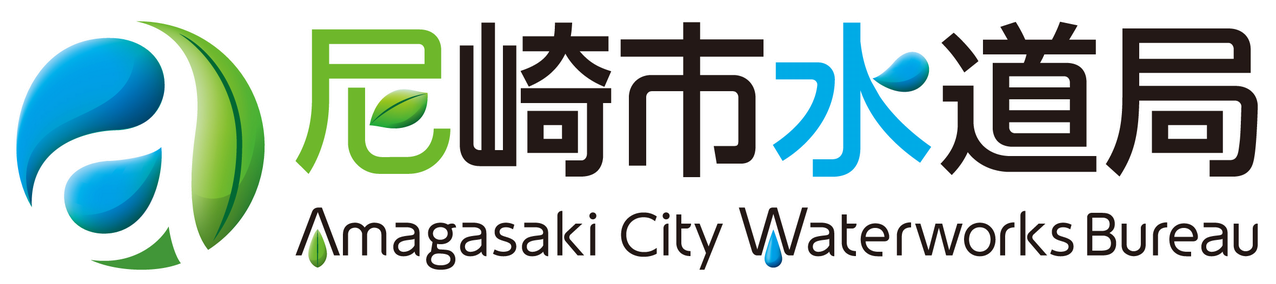
旧尼崎市水道局のロゴ

- 2012年（平成24年）4月2日 - 公式Webサイトリニューアル、twitter、facebook、mixiによる情報発信も同時開始。
- 2012年（平成24年）12月 - シンボルマーク、ロゴタイプ制定

- 2012年（平成24年）12月 - キャッチフレーズ制定「気がつけば、確かにうまい！尼の水」
- 2018年（平成30年）4月1日 - 水道事業を行っていた尼崎市水道局とボートレース事業を行なっていた尼崎市公営事業局が合併し、更に下水道事業を行っていた尼崎市都市整備局から下水道部を分離統合、尼崎市公営企業局に改組。旧水道局は同局の水道部となる[5][6][7]。

## 組織

### 公営企業局
- 企画管理課
- 財務課

### 上下水道部
- 上下水道部経営企画課
- 計画担当
- お客様サービス課
- 料金担当
- 水道建設課
- 水道維持担当
- 下水道建設課
- 浄水管理課（神崎浄水場）
- 浄水管理課（園田配水場）
- 施設課
- 浄化センター

### ボートレース事業部
- ボートレース事業部経営企画課
- 開催運営課
- 施設管理課

## 施設
- 上下水道庁舎（尼崎市東七松町2丁目4-16）
- 浄水場
  - 神崎浄水場（尼崎市次屋4丁目6-1）
    - 日本最初のオゾン注入設備を設置。近代水道百選に選定[8]。
- 配水場
  - 園田配水場（尼崎市田能6丁目5-2）
- 取水場
  - 柴島取水場（大阪市東淀川区東淡路1丁目7-7）
  - 江口取水場（大阪市東淀川区北江口4丁目1-40）
- 尼崎競艇場（尼崎市水明町199-1）

## 広報活動
- ウォーターニュースあまがさき(広報紙)
  - 年4回(5、9、12、3月)発行。平成22年度から9月号は下水道部との共同発行。
- 家庭の水道(冊子)
  - 主に尼崎市への転入者に対し配布している「水道の手引き」。平成23年度から尼崎市公式ウェブサイト内にWeb版公開。
- すいどうすいができるまで(冊子)
  - 尼崎市水道局の水処理紹介パンフレット。平成23年度に新規作成(タイトルは「あまがさきのすいどう～水道水ができるまで～」)。平成24年度改題とともに尼崎市公式ウェブサイト内にWeb版公開。
- あますい・こうすい(尼崎市の水道・工業用水道)(冊子)
  - 尼崎市水道局の事業紹介パンフレット。平成24年度に新規作成。同時に尼崎市公式ウェブサイト内にWeb版公開。
- パパは水道マン～あますい家の尼崎市水道局見学記～(DVD)
  - 尼崎市水道局の事業紹介DVD。従来の水処理紹介DVD「ウォーター博士と行く水探検」を平成24年度に大幅修正。
- のみごろシール(啓発グッズ)
  - 水道水がおいしく飲める水温である15℃をお知らせするシール。ポットなどに貼り付け、飲み頃温度になるとイラストの色が白から青に変わり、「のみごろ」と表示される。平成23年度作成。
- クリアファイル(啓発グッズ)
  - 主に神崎浄水場施設見学者用。水処理工程が一目でわかるイラストが描かれている。豆知識問題もあり、解答はウェブ上にある。平成24年度作成。
- 水道週間行事
  - 阪神水道企業団の尼崎浄水場において、水道週間期間中の土曜日に、阪神水道企業団と共催でイベントを開催。
    - 2010年（平成22年）6月 - 水の飲みくらべコーナー
    - 2011年（平成23年）11月 - 水の飲みくらべコーナー、応急給水袋・尼のお水など配布
    - 2012年（平成24年）6月 - 水の飲みくらべコーナー、コップ投げコーナー（応急給水袋・尼のお水・のみごろシール・ゴーヤの種などプレゼント)。健康増進課が「飲育」の観点で協力。
    - 2013年（平成25年）6月 - 水の飲みくらべコーナー、コイン落としゲーム（尼のお水・のみごろシール・クリアファイルなどプレゼント)。前年度に引き続き、健康増進課も参加。

- 尼崎市民まつりに参加
  - 2011年（平成23年）10月 - 水の試飲コーナー、DVD上映、東日本大震災の応急給水活動パネル報告
  - 2012年（平成24年）10月 - 水の試飲コーナー
- 市政出前講座 - 担当職員が出向き、水道局の現状や取組みについて説明。
  - 「水道水のつくり方」
  - 「尼崎市の水道と工業用水道」
  - 「阪神水道企業団って、どんなところ？」
  - 「パパは水道マン～あますい家の尼崎市水道局見学記～」(DVD上映)